# Жёлтые осы
Жёлтые осы (серб. Жуте осе / Žute ose) — сербский паравоенный отряд, созданный в начале Боснийской войны. Он возник 12 апреля 1992 года в Зворнике из членов Сербской демократической партии, бойцов местной Территориальной обороны и добровольцев. Отряд возглавляли Воин «Жучо» Вучкович (серб. Vojin "Žućo" Vučković) и Душан Репич (серб. Dušan Repić). Подразделение действовало в районе Зворника, а также принимало участие в боях за другие населённые пункты Подринья. Действовало на протяжении всей войны. Отряд был расформирован в 1995 году и восстановлен не был. Воджин и его брат Душко были осуждены в 1996 году за убийство 17 гражданских лиц в районе Зворника Челопек (Čelopek) в ходе резни в Зворнике в 1992 (истреблении боснийского населения в долине Дрины). Четверо других «жёлтых ос» были также обвинены в совершении военных преступлений.

## Создание
«Жёлтые осы» — известное название, данное паравоенному отряду Игоря Марковича. Отряд был сформирован предположительно 12 апреля 1992 года Браной Груйичем (серб. Brana Grujić), председателем Сербской демократической партии (SDS), и Марко Павловичем (серб. Marko Pavlović), командиром отряда местной территориальной обороны Зворника (англ. Zvornik Territorial Defense unit) на сессии муниципальной ассамблеи Зворника. Отряд, состоявший из 70 человек, возглавил Воин Вучкович (род. 1962), бывший электрик из города en:Умка близ Белграда, мастер боевых искусств и бывший тренер команды по дзюдо МВД Сербии.
В ходе суда международного трибунала по бывшей Югославии над Момчило Краишником были представлены доказательства, что Марко Павлович на самом деле является офицером разведки Браниславом «Бранко» Поповичем, майором зворникской бригады ВС Республики Сербской, который впоследствии перешёл в сухопутные войска Сербии
Отряд «Жёлтые осы» в числе трёх паравоенных групп обвиняли в участии в этнических чистках и грабежах в Зворнике. Их целью были не только боснийцы, но и прочие состоятельные люди, включая сербов. Они закхватили сербского мэра Зворника и пытались установить контроль над городом используя оружие местных сил самообороны. Боснийские сербы арестовали их и отправил обратно в Сербию но те вскоре вернулись.

## Участие в военных преступлениях
Деревня Дивич (серб. Divič) на левом берегу Дрины близ Зворника стала одним из первых боснийских населённых пунктов, подвергнутых этнической чистке, под которую попали 3 тыс. боснийцев.
26 мая 1992 боснийские жители были увезены из деревни на автобусах и провели ночь в Зворнике. На следующий день женщины и дети были перевезены в город Тузла, находившийся под контролем боснийского правительства. Трудоспособных мужчин (всего 180) сначала содержали на стадионе «Дрина», а затем перевели во временную тюрьму, размещённую в бывшем офисном здании. Два дня спустя, 29 мая большинство мужчин перевели в Дом культуры в Челопеке, остальные исчезли.
10 июня 1992 Душан Вучкович с десятью солдатами посетил Дом Культуры. Они вынудили отцов совершать сексуальные посягательства на сыновей, а 14 заключённых были забиты до смерти или застрелены. Выжившим дали 15 минут на то, чтобы убрать кровь, заключённых заставили вынести тела наружу (никто больше эти тела не видел). Впоследствии Вучкович и его сообщники почти каждую ночь посещали Челопек, чтобы избивать, мучить или убивать заключённых. 27 июня 1992 Вучкович открыл беспорядочный огонь из пулемёта по заключённым, убив 25 из них. Тюрьма была закрыта 29 июня 1992, 84 выживших были перемещены через Зворник и лагерь заключения в деревне Баткович (серб. Batković) под Биелиной.

## Судебные процессы
В августе 1992 около 70 членов отряда «Жёлтых ос» были арестованы и обвинены в грабежах и убийствах сербских и боснийских гражданских лиц. Их заключили в Биелине, где их предположительно подвергли избиениям и под пыткой заставили подписать признания. Перед тем, как отпустить их, всех арестованных передали Сербии. 5 ноября 1993 Вучкович и его братья были арестованы сотрудниками МВД Сербии, 28 апреля 1994 им предъявили обвинения. Душко был обвинён в убийствах 16 гражданских и нанесении ранений 20 другим гражданским: так, в июне 1992 он отрезал людям уши (мочки ушей предположительно отрывал и съедал). Также его обвинили в изнасилованиях и грабежах боснийских женщин в деревне Радаль (серб. Radalj) близ Мали-Зворника в Сербии (поэтому это дело рассматривалось в Сербии). Воина обвинили в незаконном владении оружием и присвоении личины офицера полиции. В обвинительном заключении говорилось, что после начала войны братья вызвались помочь сербам в Боснии и Герцеговине.
Во время суда Вучкович отрицал своё участие в преступлениях, в которых он сознавался: Вучкович говорил, что он был вынужден подписать признание, поскольку боялся, что секретная полиция истребит его семью. Он заявлял, что был уволен из армии после двух месяцев службы, ему был поставлен диагноз «психопат и алкоголик», после чего его лечили от алкоголизма и наркомании. Воин хвалился своими связями в сербском МВД, гордился военными достижениями отряда в Зворнике и его окрестностях и заявил что его брат, подчинявшийся приказам, отдаваемым на поле боя был примером дл остальных солдат. Согласно Human Rights Watch и исследователю Helsinki Watch, вопросы прокурора были сформулированы таким образом, чтобы избежать ответов, поддерживающих защиту. Свидетели обвинения, два челна отряда «Жёлтых ос» не говорили ничего о преступлениях, но превозносили солдат Воина и Душана.
Об подразумеваемом участии правительства Сербии в преступлениях на заседаниях не говорилось. Обвинению не удалось представить доказательства совершения преступлений, свидетели не появлялись, один из судей высказывал поддержку братьям Вучковича, охранники предлагали братьям сигареты. На третий день заседания адвокаты защиты объявили, что Вучкович уже представал перед военным судом в Баня-Луке по обвинению в совершении военных преступлений в Биелине, где был оправдан. Затем состав суда был распущен, председатель заболел, суд был отложен на неопределённый период.
В июле 1996 в адрес братьев Вучковичей было снова выдвинуто обвинение. Душко Вучкович был приговорён к семи годам лишения свободы, спустя два года апелляция в Верховный суд Сербии привела к тому, что ему увеличили срок до 10 лет за преступления против гражданского населения и изнасилование. Воин Вучкович получил четыре месяца тюремного заключения за нелегальное владение оружием, амуницией и взрывчаткой. На суде Душко Вучкович признал себя членом Сербской радикальной партии и заявил, что присоединился туда просто потому, что другие партии не взяли бы его из-за проблем с психическим здоровьем. Он вынашивал планы отправиться на линию фронта вместе с коллегами из партии: Зораном Дражиловичем (серб. Zoran Dražilović), Любишей Петковичем (серб. Ljubiša Petković) и Зораном Ранкичем (серб. Zoran Rankić). Для этого он прошёл военную подготовку под присмотром Ранкича и его брата. 15 апреля 1992 после инцидента в Зворнике его арестовали, но через несколько дней выпустили благодаря усилиям председателя СРП в Лознице и адвоката, нанятого партией.
В ноябре 2005 перед Белградским окружным судом предстали Бранко Груич (серб. Branko Grujić), Бранко Попович (серб. Branko Popović) и четверо солдат отряда — Драган Славкович (серб. Dragan Slavković), Иван Корач (серб. Ivan Korać), Синиша Филиппович (серб. Siniša Filipović) и Драгутин Драгичевич (серб. Dragutin Dragićević). Они были обвинены палатой военных преступлений Белградского окружного суда в убийстве по меньшей мере 22 и насильственной депортации и пытках 1822 боснийских гражданских лиц из муниципалитета Зворника в период с мая по июнь 1992 года. Так называемой «зворникской группе» было предъявлено отдельное обвинение в изгнании более чем 1.200 боснийцев из деревень Козлука (Kozluk) и Скочича (Skočić) 26 июня 1992. Все подсудимые отрицали свою вину. Душко Вучкович, которого обвиняли в тех же преступлениях, умер за неделю до начала суда, находясь в камере заключения Белградской окружной тюрьмы. Этот суд стал первым судом по делу о военных преступлениях из переданных МТБЮ сербской палате по военным преступлениям..
На суде в 2008 году Мирослав Николич (серб. Miroslav Nikolić), бывший член отряда «Жёлтых ос», показал на допросе, что часть под командой Воина Вучковича ответственна за действия в деревне Козлук. Через некоторое время после ухода из отряда Николич вернулся в Козлук и обнаружил, что деревня покинута жителями. Груич и Попович были также обвинены в том, что знали о происходящем, но ничего не сделали, чтобы помешать «жёлтым осам» убить по меньшей мере 19 боснийцев из Дивича внутри местного Дома Культуры в Челопеке и по меньшей мере троих в районах Экономия и Циглана.

## В культуре
В 1995 году режиссёр Илан Зив снял фильм, темой которого стала история отряда.